# Ergün Penbe
Ergün Penbe (* 17. Mai 1972 in Zonguldak) ist ein ehemaliger türkischer Fußballspieler und heutiger Trainer.

## Spielerkarriere

### Verein
Ergün Penbe begann seine professionelle Karriere in der Saison 1990/91 bei Kilimli Belediyespor. Bereits nach einer Saison schaffte es Ergün in die Süper Lig zu wechseln. Fortan spielte er für Gençlerbirliği Ankara. In den ersten beiden Jahren kam er lediglich zu drei Einsätzen, erst im dritten Jahr etablierte sich Penbe in die Stammmannschaft. Zum Ende der Saison 1993/94 verließ er Ankara und unterschrieb bei Galatasaray Istanbul.
Im Trikot von Galatasaray Istanbul spielte der Mittelfeldspieler in 13 Jahren 304 Ligaspiele und erzielte dabei zehn Tore. Bei den Rot-Gelben wurde er sechsmal türkischer Fußballmeister und viermal türkischer Pokalsieger. Außerdem gehörte er zum Kader der in der Saison 1999/2000 den UEFA-Pokal und später den UEFA Supercup gewann.
Seine Karriere beendete Ergün Penbe nach der Saison 2007/08 bei Gaziantepspor.

### Nationalmannschaft
Ergün Penbe spielte am 20. April 1994 gegen Russland zum ersten Mal für die Türkei. Er nahm mit der Nationalmannschaft an der Fußball-Europameisterschaft 2000, Fußball-Weltmeisterschaft 2002 und am Confed-Cup 2003 teil.
Sein 49. und letztes Länderspiel machte Penbe am 6. September 2006 im EM-Qualifikationsspiel gegen Malta.

## Trainerkarriere
In der Saison 2008/09 wurde Penbe Co-Trainer von Erdoğan Arıca bei Hacettepespor. Nach dem am 3. März 2009 Arıca von Hacettepespor gekündigt wurde, übernahm Ergün Penbe für den Rest der Saison die Mannschaft. Es folgten kurze Stationen bei Mersin İdman Yurdu, Kartalspor und Kayseri Erciyesspor.
Im November 2011 übernahm Penbe den Drittligisten Giresunspor. Mit diesem Klub gelang Penbe nicht der erhoffte Erfolg. Vielmehr spielte er mit seiner Mannschaft gegen Saisonende gegen den Abstieg und sicherte sich erst in den letzten Wochen den Klassenerhalt. Mit Saisonende verließ er Giresunspor wieder.

## Erfolge
Galatasaray Istanbul
- Türkischer Fußballmeister: 1997, 1998, 1999, 2000, 2002, 2006
- Türkischer-Fußballpokal-Sieger: 1996, 1999, 2000, 2005
- UEFA-Pokal-Sieger: 2000
- UEFA-Supercup-Sieger: 2000

Nationalmannschaft
- Dritter der Weltmeisterschaft: 2002
- Dritter beim Confed-Cup: 2003